# Anger (Németország)
Anger település Németországban, azon belül Bajorországban. Lakosainak száma 4525 fő (2023. december 31.). Anger Piding, Ainring és Teisendorf községekkel határos.

## Népesség
A település népessége az elmúlt években az alábbi módon változott:
| Lakosok száma | 3176 | 1446 | 4324 | 4357 | 4444 | 4398 | 4533 | 4542 | 4526 | 4525 |
|               | 1970 | 1975 | 2011 | 2012 | 2014 | 2015 | 2017 | 2019 | 2022 | 2023 |

## Leírása

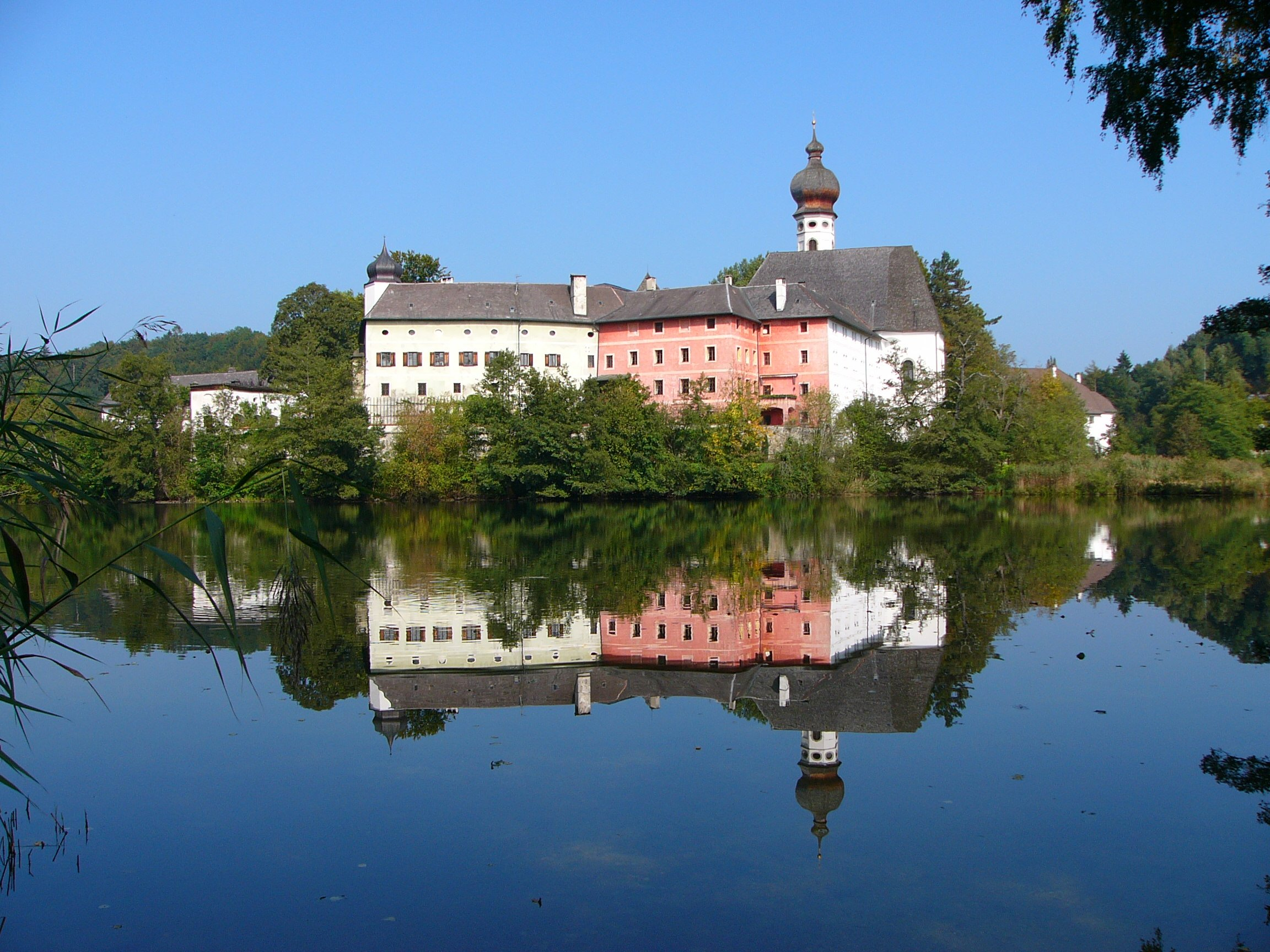
Az Ágoston-rend kolostortemploma és rendháza

A falu házainak nagy része még a 17-18. században épült. Plébániatemploma a 15. század közepén épült; erődített falakkal körülvett, csúcsos tetőszerkezetű, magas tornya hagymakupolával díszített. Ez a vidék legöregebb gótikus falusi temploma. A falucskából a legemlékezetesebb kilátás az 1771 méter magas Hochstaufen meredek lejőjén épült Staufeneck-várkastélya.
A falu nevezetes arról, hogy I. Lajos bajor király Angert országa legszebb falujának nevezte.

## Nevezetességek
- Plébániatemplom
- Staufeneck-várkastély
- Ágoston-rend kolostortemploma és rendháza - A középkorban épült templom már csak a szentély falai között őrződött meg, más részei 1689-ben átépültek. Belső rokokó mennyezetfestése és a vörösmárvány főoltár 1765-ben készült. A templom nyolcszögletű tornyát hagymakupola ékesíti. A templom átalakításával egy időben, a 18. század közepén épült a kis kolostor is.

## Galéria

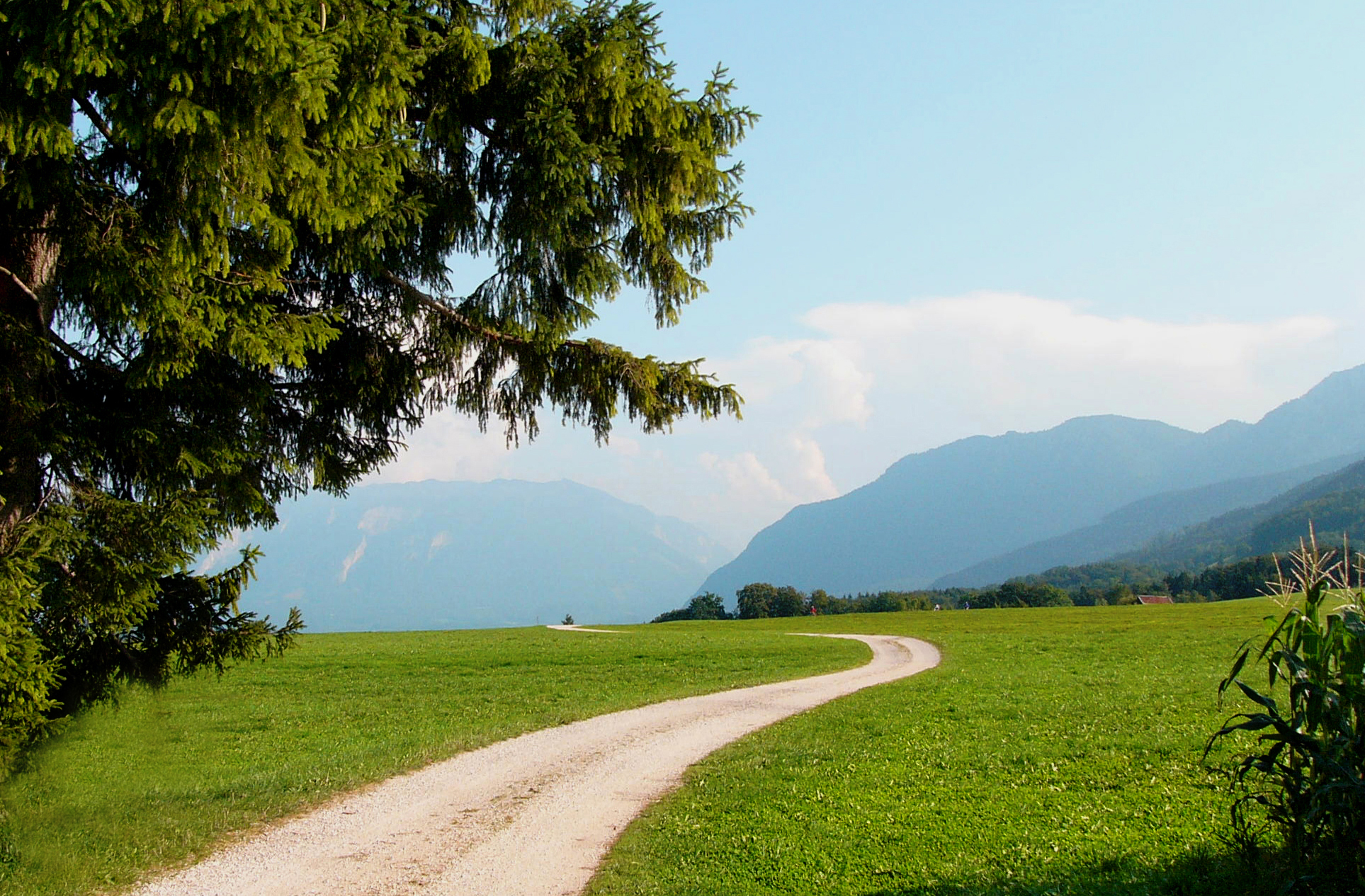
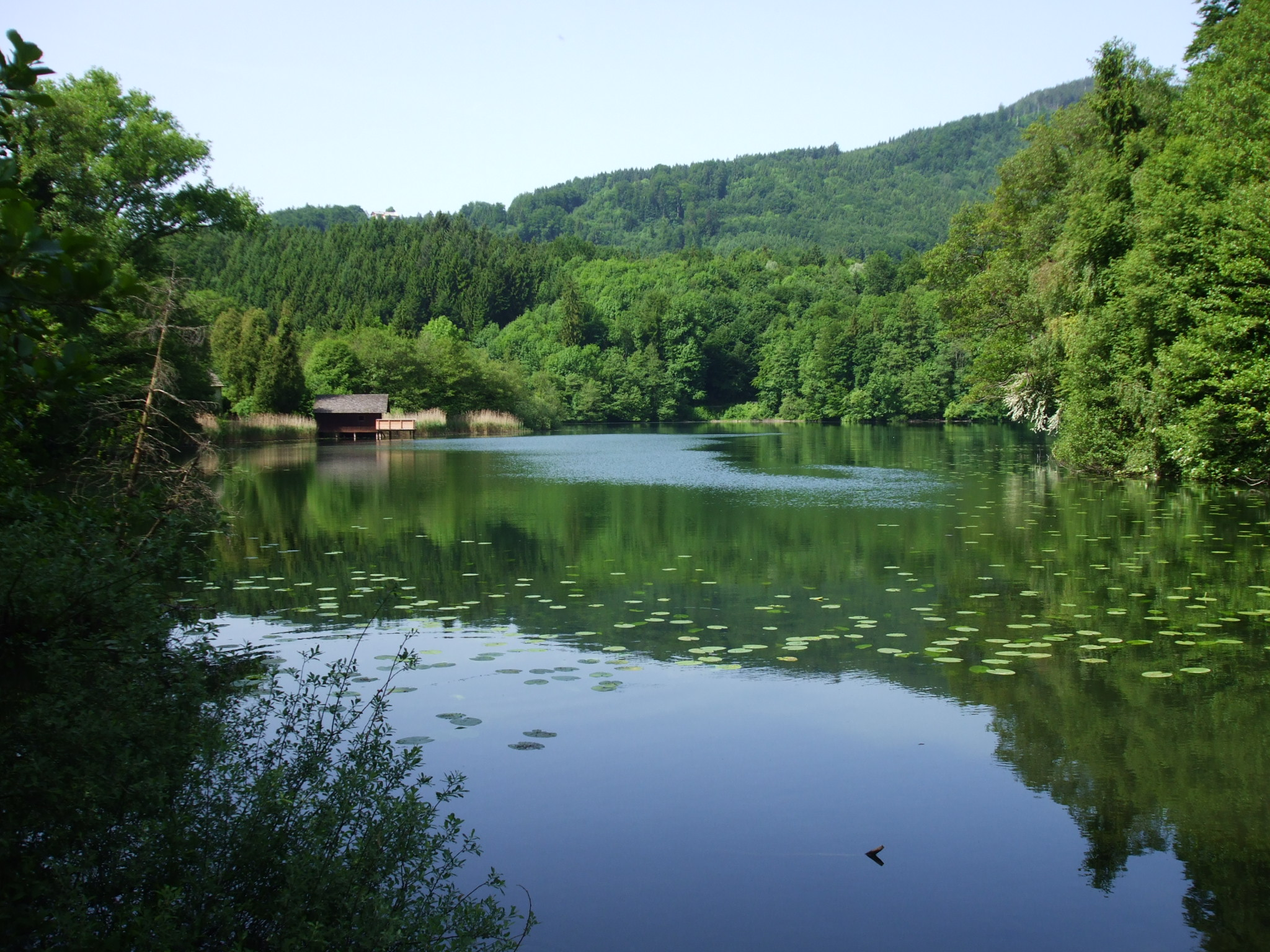
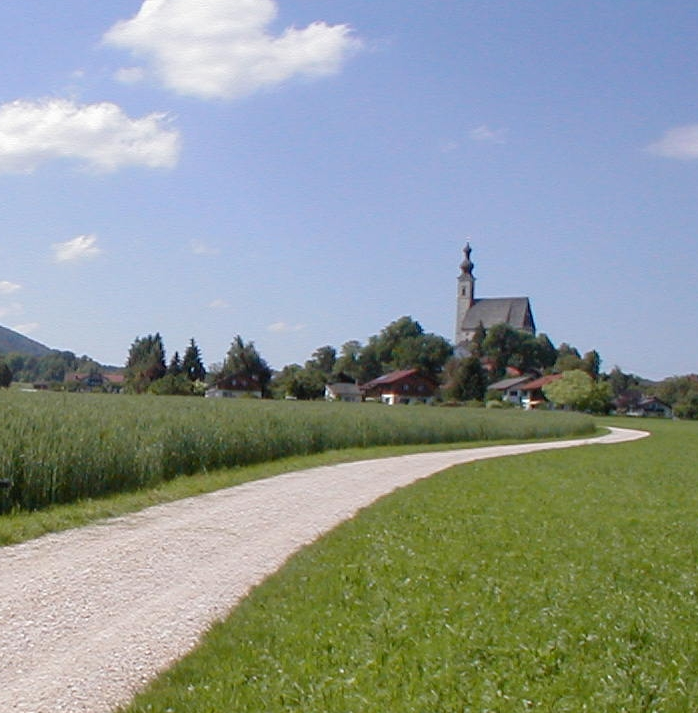
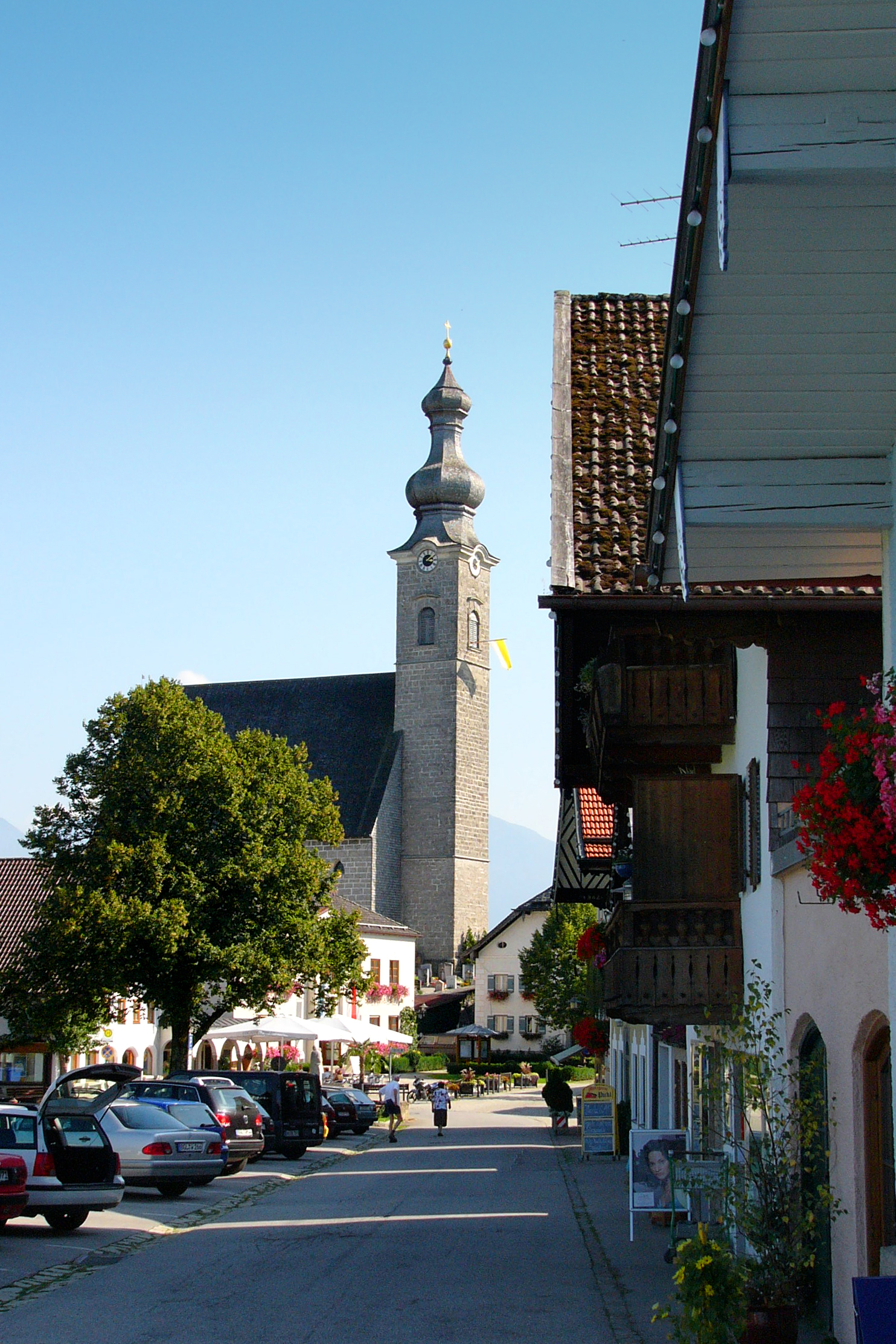
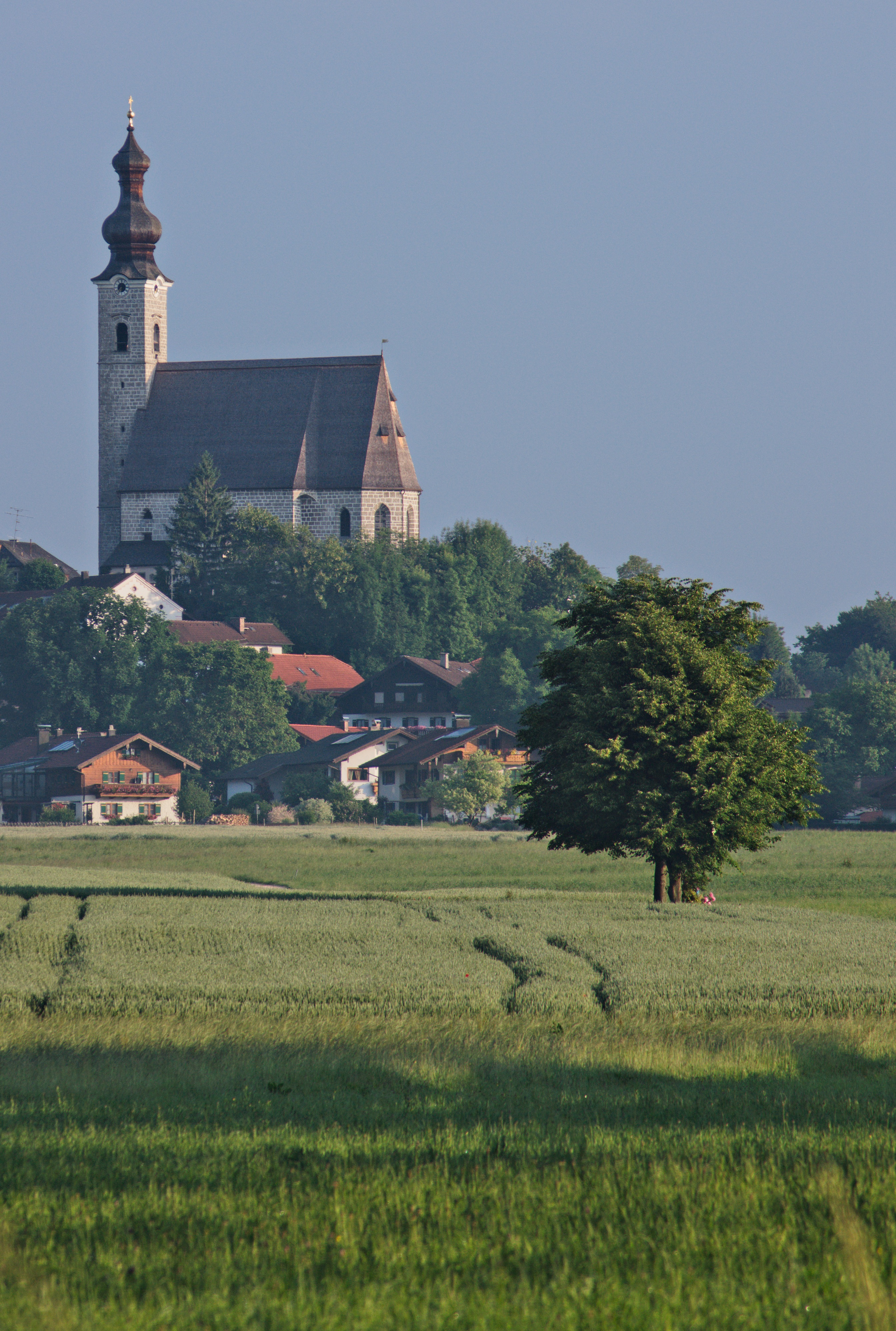
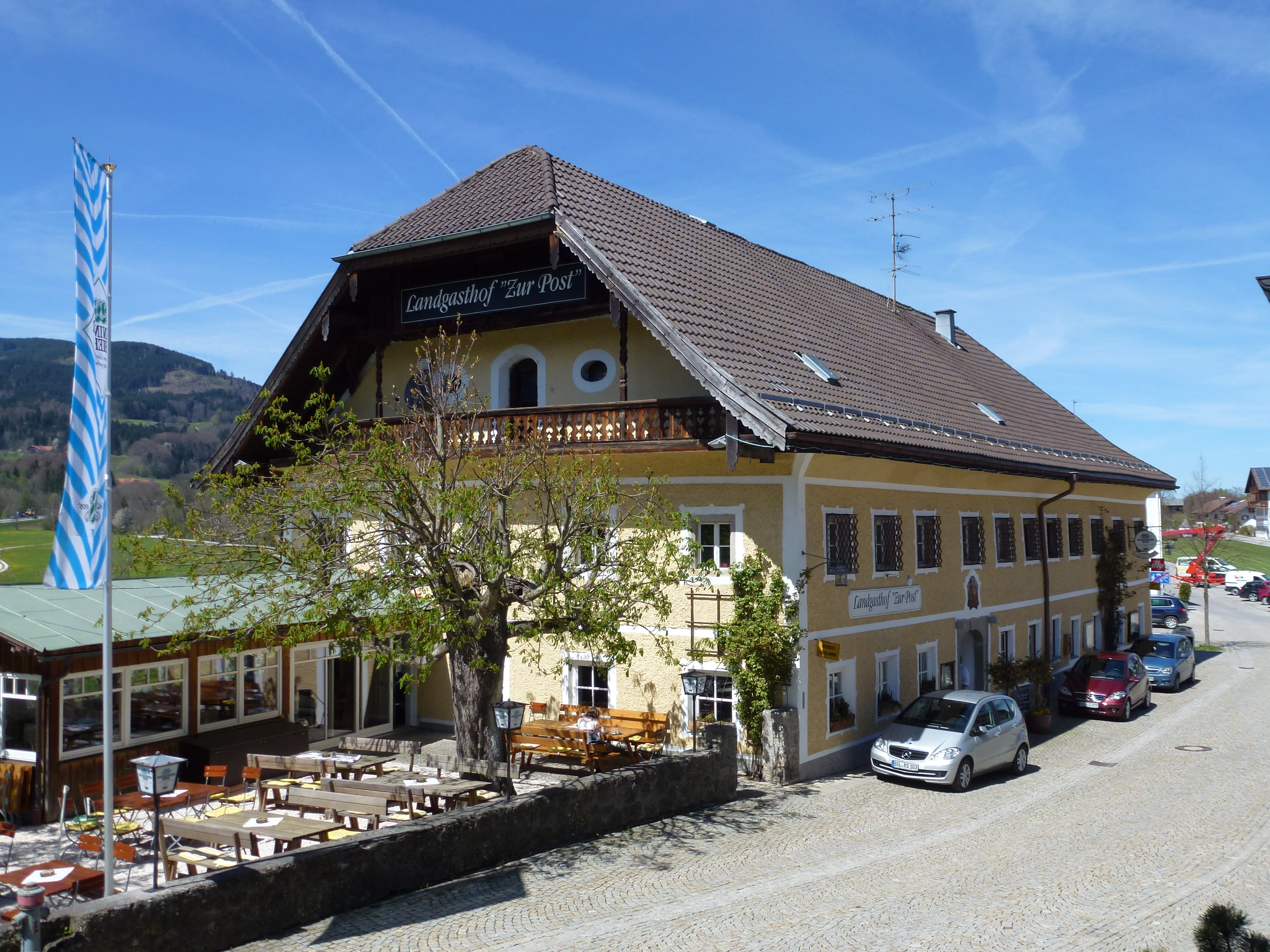
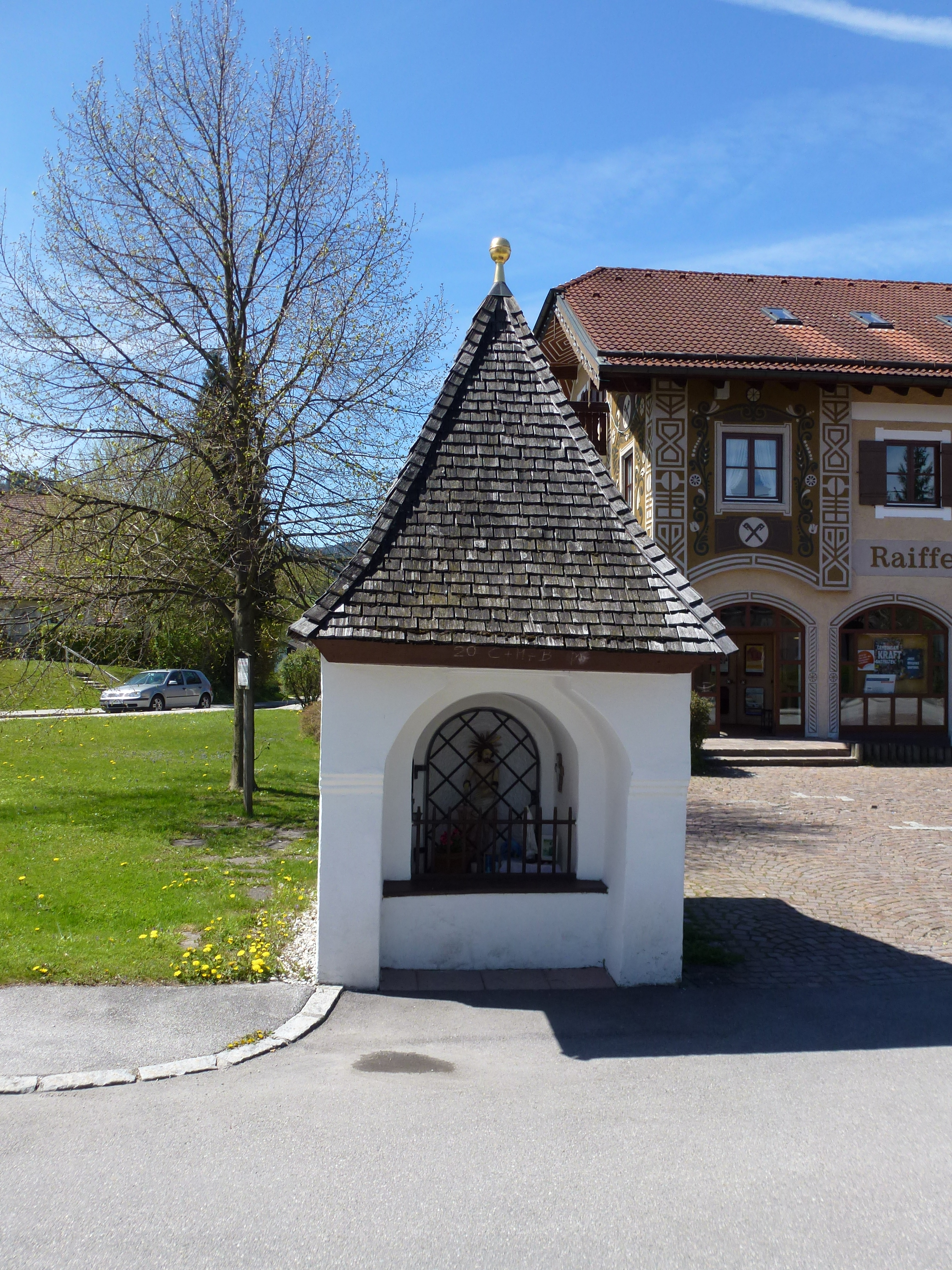
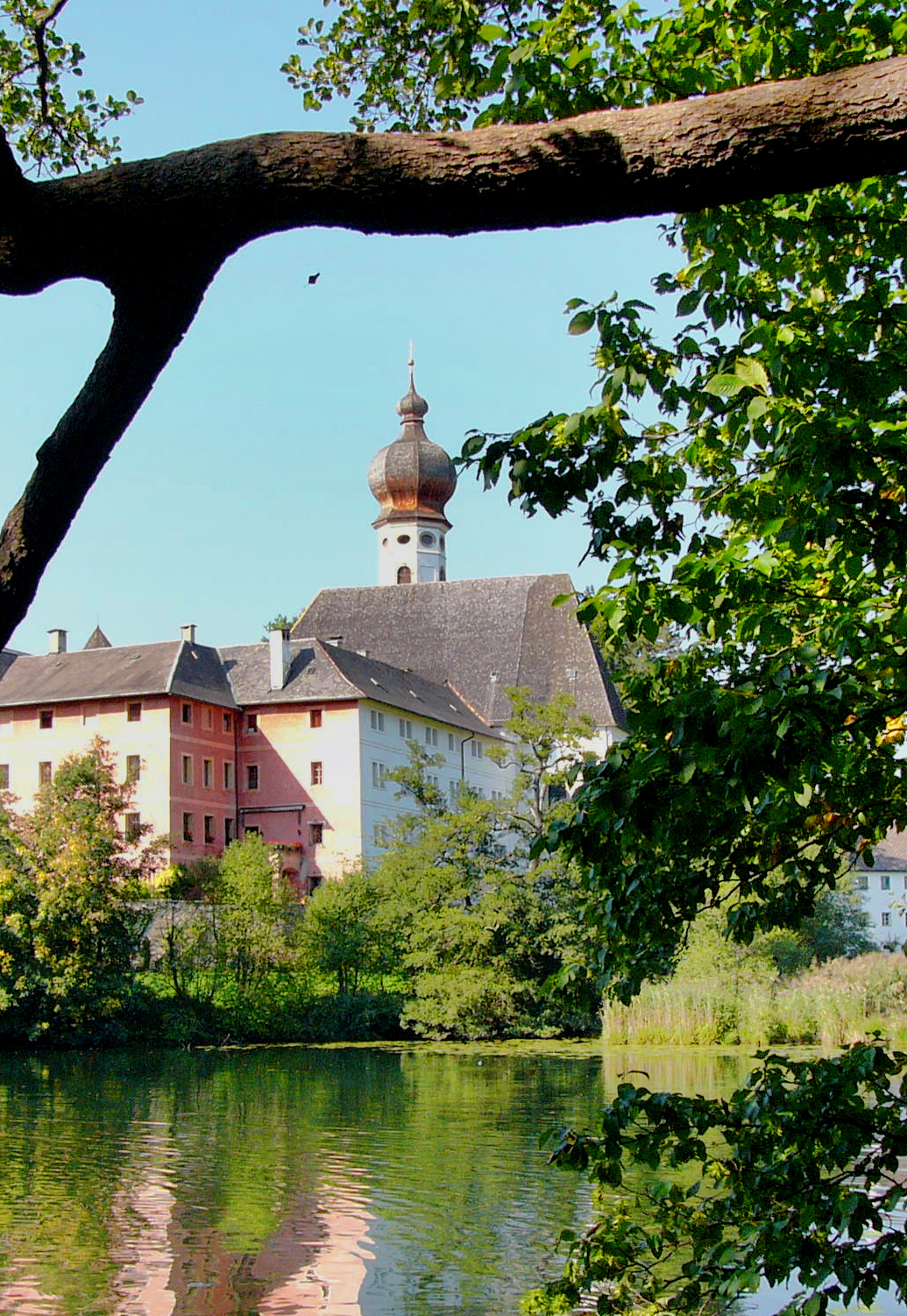
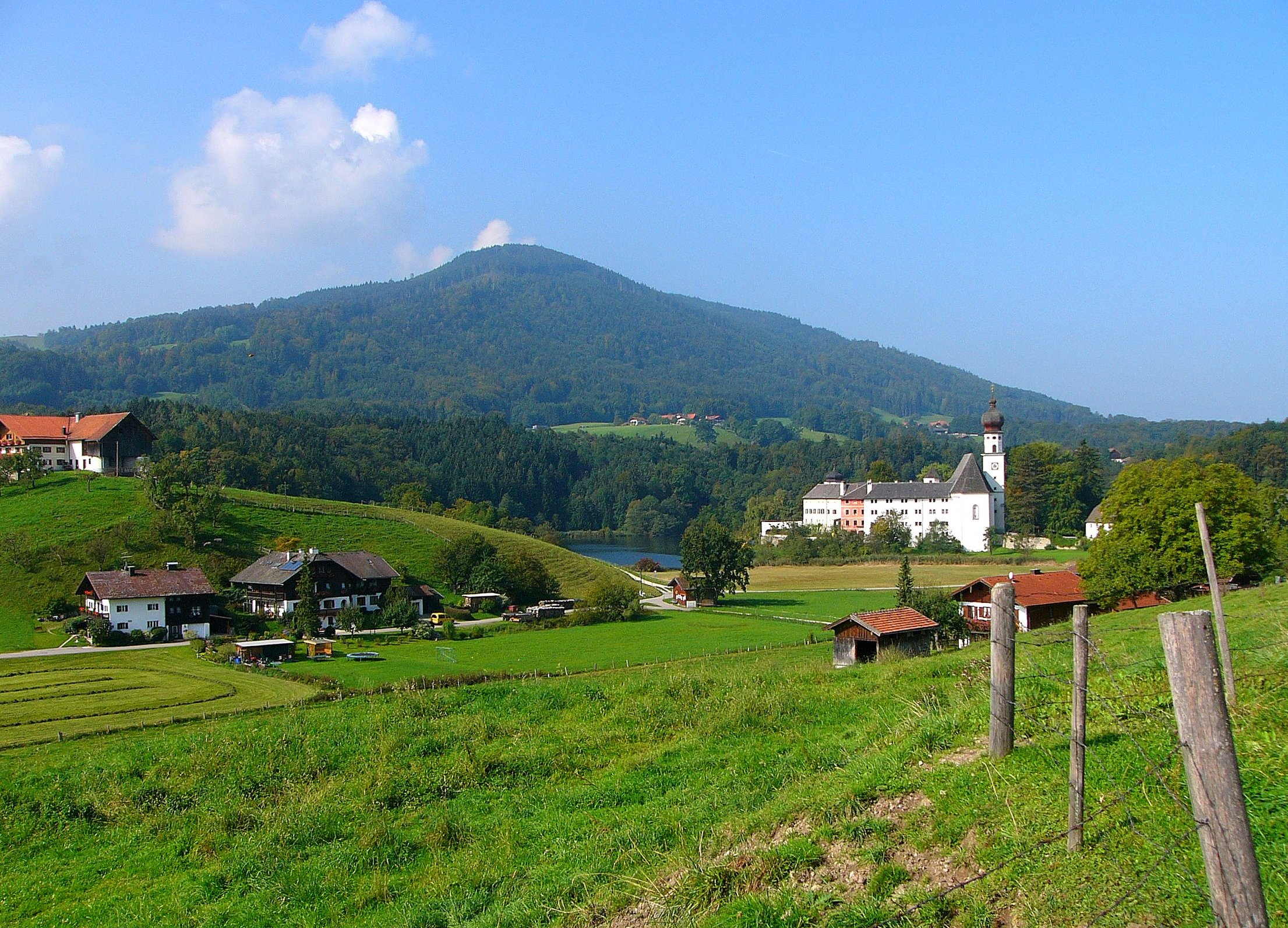
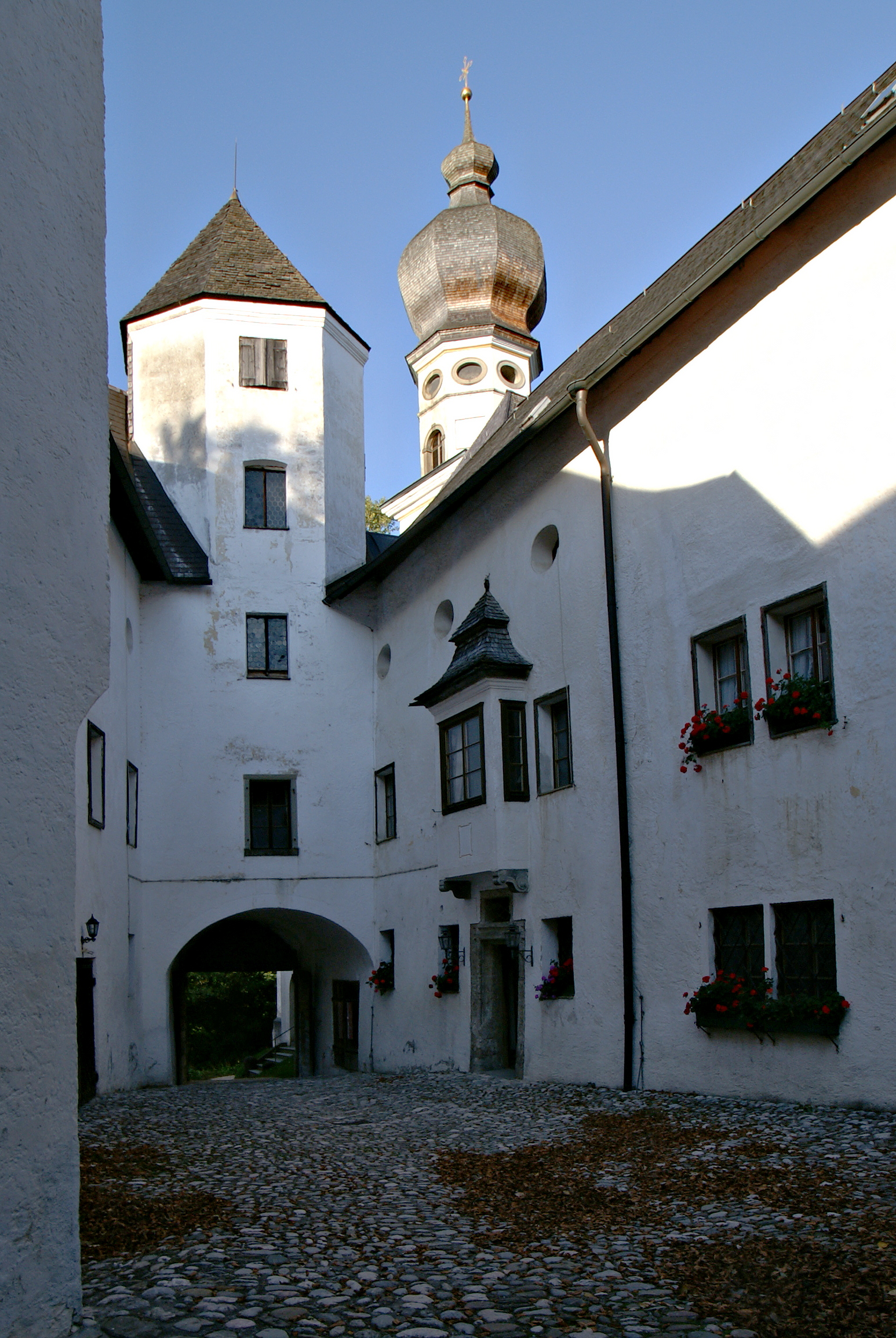
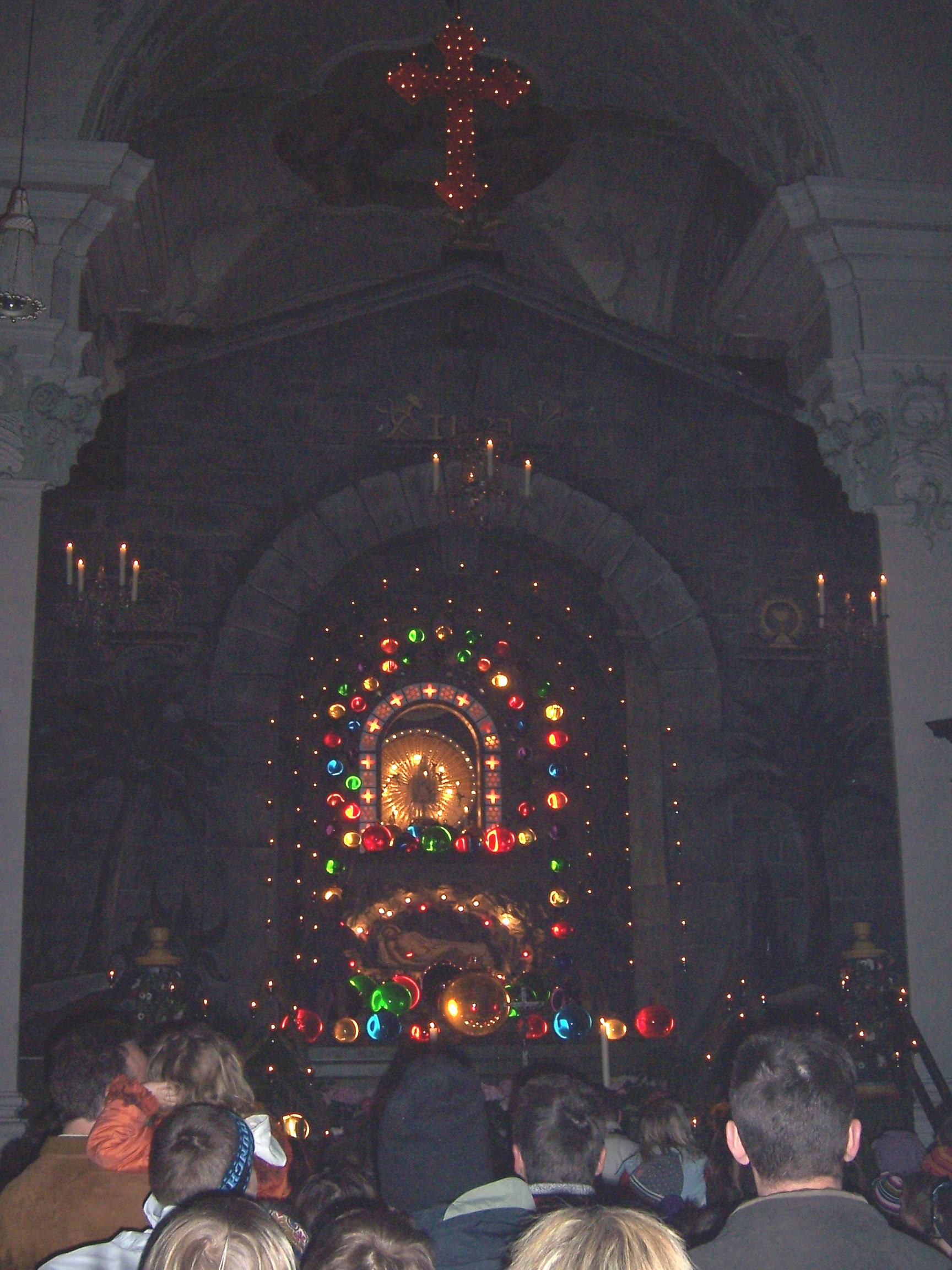
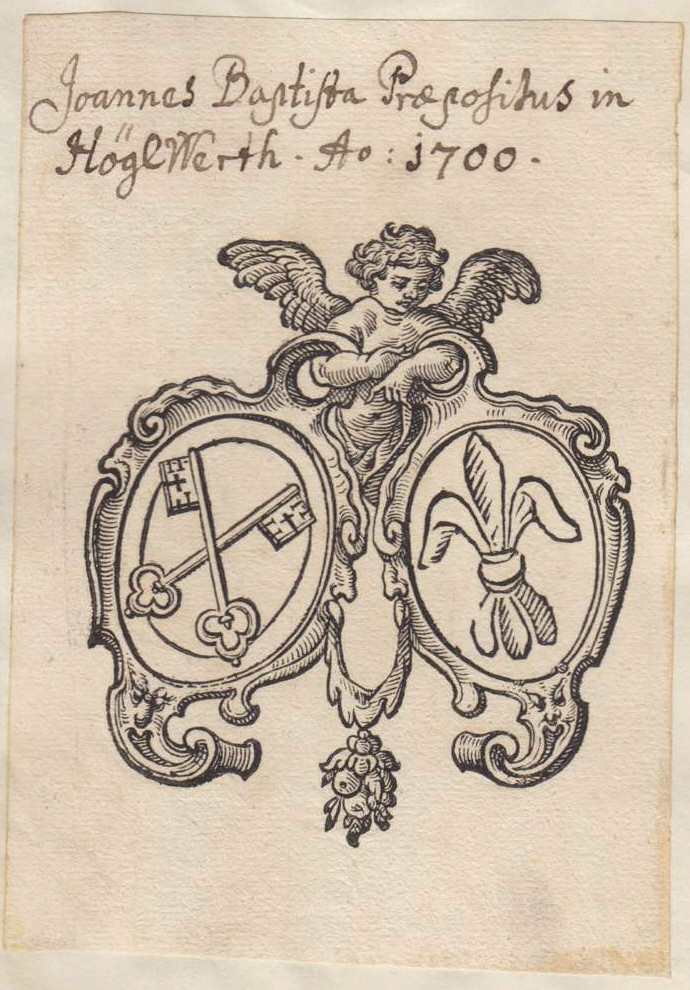
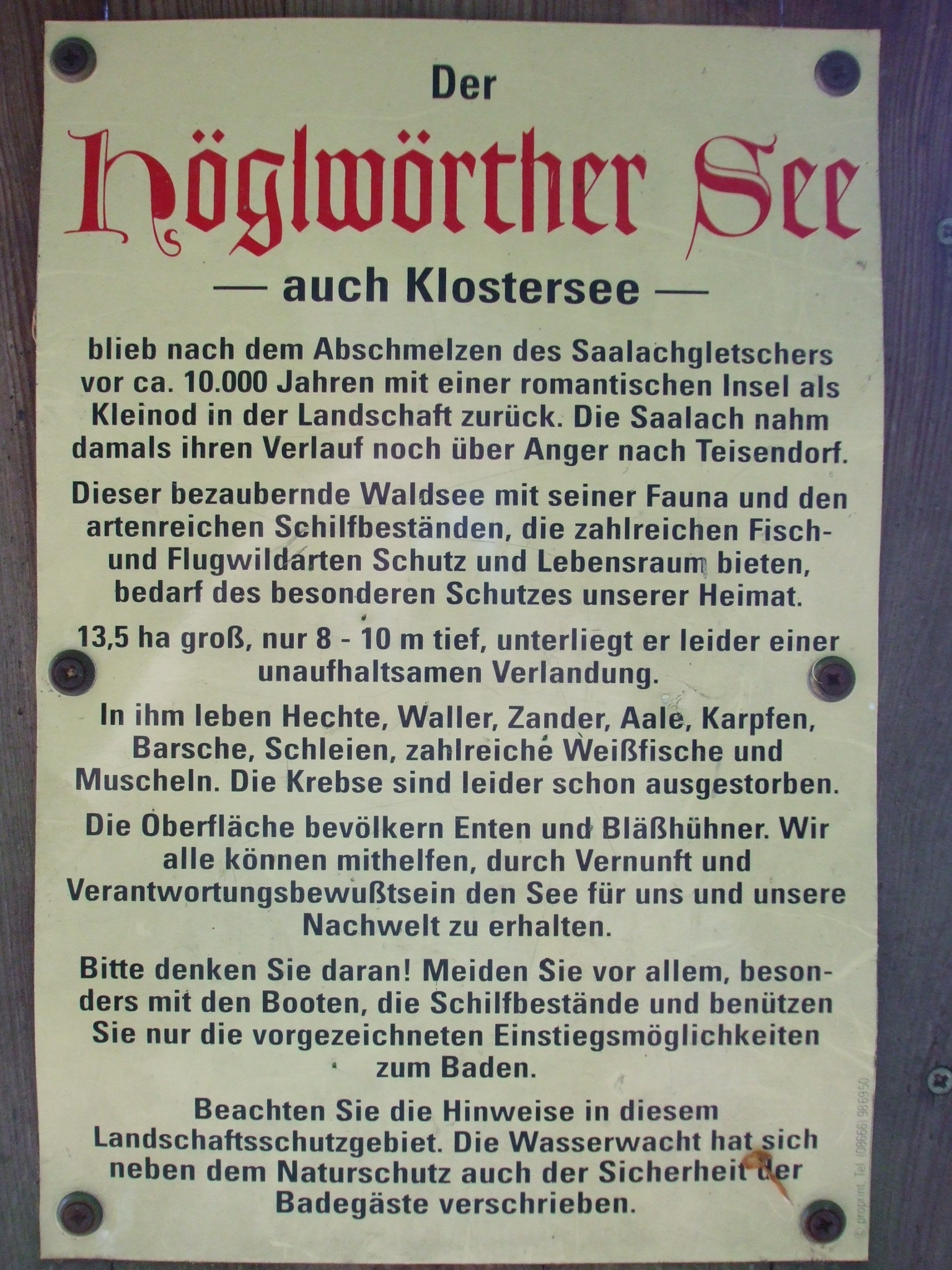